# Ilan Evans
 (juin 2025).
Si vous disposez d'ouvrages ou d'articles de référence ou si vous connaissez des sites web de qualité traitant du thème abordé ici, merci de compléter l'article en donnant les références utiles à sa vérifiabilité et en les liant à la section « Notes et références ».
 (juin 2025).
Motif : absence de sources
- Archive Wikiwix
- Bing
- Cairn
- DuckDuckGo
- E. Universalis
- Gallica
- Google
- G. Books
- G. News
- G. Scholar
- Persée
- Qwant
- (zh) Baidu
- (ru) Yandex
- (wd) trouver des œuvres sur Wikidata

| 1. | Préciser le motif de la pose du bandeau. | Précisez le motif de la pose du bandeau en utilisant la syntaxe suivante : {{admissibilité à vérifier\|date=juillet 2025\|motif=remplacez ce texte par le motif}}               |
| 2. | Informer les utilisateurs concernés.     | Pensez à avertir le créateur de l'article, par exemple, en insérant le code ci-dessous sur sa page de discussion : {{subst:avertissement admissibilité à vérifier\|Ilan Evans}} |

Ilan Evans est un chanteur et acteur français né à Paris.
Après une première partie de carrière consacrée à la musique et à son groupe EyeJack, Ilan Evans démarre sa carrière de comédien en Angleterre et en France. Après des rôles remarqués dans Gospel sur la colline, Les Histoires d'Anouk et Made in France, il incarne à l'été 2025 Ali Carvalho, professeur d'expression scénique, dans le feuilleton télévisé Tout pour la lumière (Netflix et access prime-time TF1).

## Télévision

### Séries
- 2021 : Emily in Paris : Xavier (saison 2, épisode 2 : Do you know the way to St. Tropez?)
- 2023 : EastEnders : Maxime (épisode 6831)
- 2024 : The Madame Blanc Mysteries (en) : Pascal Oliver (saison 3, épisode 4 : Fashion)
- 2024 : Tropiques criminels : Charles Tell (saison 6, épisode 8 : Bô Kannal)
- 2024 : Made in France : (Petit Short) Thomas Rossi
- 2025 : Tout pour la lumière de Nicolas Herdt : Ali Carvalho

### Téléfilms
- 2023 : Les histoires d'Anouk de Jacques Kluger : Alan

## Théâtre

### Classique
- 2017 : Salomé d'Oscar Wilde par Owen Horsley (metteur en scène), Royal Shakespeare Company : Naaman / chanteur
- The taming of the shrew, Francesca Dixie  (metteuse en scène), Ashcroft Theatre

### Comédies musicales
- 2015 : Gospel sur la colline de Benjamin Faleyras et Jean-Luc Moreau, Folies Bergère : Le révérend
- Company - Matt Ryan, Royal Academy of Music : Bobby
- Sunday in the park with George : Alasdair Harvey, Royal Academy of Music
- Madiba : de Pierre-Yves Duchesne, Comédia Paris

## Cinéma

### Doublage
Vaiana (Disney) : Maui

### Courts métrages
- Midwestern gothic, de Josh Seymour
- The biggest Tarantino fan in the world, de Stephen Laughton